# Cirkeln (film)
Cirkeln är en svensk fantasyfilm baserad på den första romanen i Engelsforstrilogin, regisserad av Levan Akin efter ett manus av Sara Bergmark Elfgren och Akin. Filmen visades först på Berlins filmfestival och hade sedan biopremiär den 18 februari 2015. Handlingen kretsar kring en grupp häxor på gymnasiet med magiska krafter som måste samarbeta för att rädda världen.

## Rollista (i urval)
- Josefin Asplund – Rebecka Mohlin
- Miranda Frydman – Vanessa Dahl
- Irma von Platen – Minoo Falk Karimi
- Helena Engström – Anna-Karin Nieminen
- Leona Axelsen – Linnéa Wallin
- Hanna Asp – Ida Holmström
- Ruth Vega Fernandez – Adriana Lopez
- Gustav Lindh – Elias Malmgren
- Sebastian Hiort af Ornäs – Kevin
- Johanna Granström – Jannike Dahl
- Christopher Wagelin – Nicke Karlsson
- Sverrir Gudnason – Max Rosenqvist
- Vincent Grahl – Gustaf
- Dick Idman – Taisto Nieminen
- Ann-Sofie Nurmi – Mia Nieminen
- Charlie Petersson – Wille
- Dennis Bristam – Robin
- Marcus Vögeli – Erik
- Hanna Frelin – Julia
- Matilda Esselius – Felicia
- Solí Myhrman – Evelina
- Michael Jonsson – Jonte
- Mina Azarian – Farnaz Karimi
- Per Svensson – Erik Falk
- Peter Carlberg – Ove Post
- Cecilia Milocco – Isabella Mohlin
- Filip Alexandersson – Kevins pappa
- Angelina Franksdotter - Rebeckas syster
- Anton Forsdik – Rebeckas bror
- Natalie Minnevik – Matilda
- Jimmy Lindström – Tommy Ekberg
- Elin Klinga – kompletterande röst till Ida

## Om filmen

### Produktion
Filmlance köpte filmrättigheterna till hela trilogin, och planerade att påbörja inspelningarna under 2012. Den 25 oktober 2011 berättade Sara Bergmark Elfgren i sin blogg att Levan Akin skulle regissera den första filmen.
Den 25 februari 2012 skrev Sara Bergmark Elfgren i sin blogg att varken hon eller Mats Strandberg längre kunde stödja filmen, på grund av de ändringar Filmlance ville göra. Sara Bergmark Elfgren hoppade sedan av som manusförfattare och Levan Akin sade att han inte ville regissera filmen utan författarnas stöd. Den 15 april 2013 avslöjade Benny Andersson för Dagens Nyheter att han tillsammans med sonen Ludvig bildat filmbolaget RMV Film och köpt rättigheterna från Filmlance. Författarna och Akin har i samband med detta återupptagit arbetet med manuset. Inspelningen pågick från mars till juli 2014 och man filmade i Viksjö, Järfälla kommun, Södertälje, Grängesberg, Vuollerim, Nykvarn och på Lidingö.

### Mottagande
Filmen fick ett positivt mottagande. På Kritiker.se har filmen medelbetyget 3,6/5 baserat på 25 recensioner. I mars 2015 hade 113 000 personer sett filmen. Benny Andersson har bekräftat att planerna på uppföljarna har blivit nedlagda och att man istället ser över möjligheterna till en engelskspråkig version. Trots det kommersiella misslyckandet var Andersson nöjd med den färdiga filmen.